# アマリアス・ミムズ
アマリアス・タイロン・ミムズ（Amarius Tyron Mims, 2002年10月14日 - ）は、アメリカ合衆国ジョージア州コークラン出身のアメリカンフットボール選手。現在NFLのシンシナティ・ベンガルズに所属している。ポジションはオフェンシブタックル。

## 経歴

### カレッジ
ジョージア大学では2021年、2022年シーズンと2年連続でCFPナショナルチャンピオンシップ優勝を果たした。
2023年シーズン終了後、2024年のNFLドラフトにアーリーエントリーした。

### シンシナティ・ベンガルズ
| 6 ft 7+3⁄4 in (203 cm)              | 340 lb (154 kg) | 36+1⁄8 in (92 cm) | 11+1⁄4 in (29 cm) | 5.07 s | 1.78 s | 2.95 s | 25.5 in (65 cm) | 9 ft 3 in (2.82 m) | 22 回 |
| All values from NFL Combine/Pro Day |                 |                   |                   |        |        |        |                 |                    |       |

2024年のNFLドラフトにて全体18位でシンシナティ・ベンガルズから指名された。